# فرودگاه دیرالزور
فرودگاه دیرالزور (به انگلیسی: Deir ez-Zor Airport) (به زبان بومی: مطار دیر الزور) یک فرودگاه همگانی و نظامی با کد یاتا DEZ است که یک باند فرود آسفالت دارد و طول باند آن ۳۰۰۰ متر است. این فرودگاه در شهر دیرالزور کشور سوریه قرار دارد و در ارتفاع ۲۱۳ متری از سطح دریا واقع شده‌است.